# Chrysotoxum lydiae
Chrysotoxum lydiae är en tvåvingeart som beskrevs av Violovitsh 1964. Chrysotoxum lydiae ingår i släktet getingblomflugor, och familjen blomflugor. Inga underarter finns listade i Catalogue of Life.